# Ференц Хірзер
Фе́ренц Хірзер (угор. Hirzer Ferenc, нар. 21 листопада 1902, Будапешт — пом. 28 квітня 1957, Тренто), справжнє ім'я Ференц Хіреш — угорський футболіст, що грав на позиції лівого інсайда і лівого крайнього нападника. По завершенні ігрової кар'єри — футбольний тренер. Виступав, зокрема, за клуби «Ювентус» та МТК (Будапешт), а також національну збірну Угорщини. Чемпіон Італії і Угорщини.

## Клубна кар'єра
У дорослому футболі дебютував 1920 року виступами за клуб «Тереквеш». Команда мала сильний склад — практично вся основа в той чи інший час запрошувалась до збірної. Клуб тримався близько до лідерів, займаючи 4-5 місця в чемпіонаті. Особисто для Хірцера найвдалішим у складі «Тереквеша» став сезон 1922/23, у якому він забив 14 м'ячів, а в перших восьми матчах сезону не залишав поле без голів. Також Ференц з літа 1922 року був твердим гравцем основи збірної Угорщини. На той час йому було лише 20 років і один з найперспективніших форвардів Європи не був обділений увагою сильніших клубів.
Сезон 1923/24 Хірцер розпочав у «Тьореквеші», але після першого ж матчу разом з двома партнерами по клубу Арпадом Вайсом і Арпадом Хайошем перебрався до команди «Маккабі» (Брно). Такий перехід не був чимось незвичайним для угорських гравців того часу. Клуб «Маккабі» (Брно) був створений в 1919 році і був серед числа так званих єврейських спортивних клубів, яких у цей час існувало одразу декілька у центральній Європі, наприклад, у Угорщині таким був ВАК, а у Австрії «Хакоах». «Маккабі» відрізнявся від названих клубів тим, що не виступав у місцевому чемпіонаті, а проводив міжнародні турне Європою. Клуб на цьому заробляв хороші гроші, завдяки чому платив високі зарплати своїм гравцям. Основу «Маккабі» складали футболісти з Угорщини, як євреї, так і християни. Граючим тренером команди був Дьюла Фельдманн, екс-гравець МТК і збірної Угорщини. «Маккабі» (Брно) перемагав багато сильних суперників, серед яких «Рапід» (Відень), «Вієнна», «Ювентус» (Турин), «Славія» (Прага), «Мадрид» та багато інших, завдяки чому мав статус одного з найсильніших у Європі. Палки в колеса команді почали вставляти футбольні федерації Угорщини і Чехословаччини. Угорці були невдоволені відтоком гравців з рідного чемпіонату і, навіть, у провалі збірної на Олімпійських іграх 1924 звинуватили в тому числі і команду «Маккабі» (Брно). Федерація чехословацького футболу весною 1924 року заборонила «Маккабі» заявляти до свого складу не євреїв. Через тиск на клуб Хірцер був змушений залишити команду  разом з кількома іншими гравцями, серед яких можна виділити Габора Обітца.

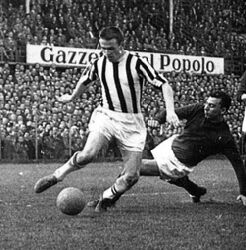
Хірзер в складі «Ювентуса»

Сезон 1924/25 Хірцер провів в німецькому клубі «Альтона 93». Команда виступала в Північній регіональній лізі, де здобула друге місце, поступившись лише «Гамбургу». До загальнонаціонального плей-офф потрапили обидва колективи, але Ференц у цих матчах уже не грав.
Новий сезон Хірцер розпочав у новій країні — Італії. Футболіста до свого складу запросив «Ювентус», сталося це з подачі тодішнього тренера команди угорця Єне Кароя. Прийшов до команди й ще один земляк — півзахисник Йожеф Віола. Угорці одразу стали ключовими гравцями команди. Крім них, «Ювентус» мав у своєму складі також багато сильних італійських гравців, як то майбутні чемпіони світу Джанп'єро Комбі, Вірджиніо Розетта і Луїджі Аллеманді. Сезон 1925/26 «Ювентус» закінчив на 1-му місці, вперше за 20 років, ставши чемпіоном Італії. Хірзер став найкращим бомбардиром першості з 35-ма м'ячами в 26-ти іграх. За високу швидкість і специфічну манеру бігу йому дали прізвище «Газель». Наступний сезон «Ювентус» закінчив на 3-му місці, позаду «Торіно» і «Болоньї». Хірзер також немало забивав — 15 м'ячів в 17-ти матчах, та все ж залишив команду.
Після чотирьох років за кордоном, гравець повернувся на батьківщину, приєднавшись до складу команди «Хунгарія». Прихід у команду відбувся уже після завершення «золотої ери», коли клуб 10 сезонів поспіль з 1914 по 1925 роки (два роки під час Першої світової війни чемпіонат не проводився) ставав чемпіоном Угорщини. Але й у часи виступів Хірцера «Хунгарія» залишалася серед лідерів національного футболу, упевнено тримаючись в трійці призерів чемпіонату. В новому клубі Ференц частіше виступав на позиції лівого крайнього нападника, хоча в тому ж «Ювентусі» грав лівого інсайда. Та такий перехід не вплинув на результативність гравця — в першому ж сезоні він забив 22 м'ячі в 22 матчах, а команда посіла друге місце. В 1929 році клуб під керівництвом тренера Бели Ревеса здобув чемпіонський титул, випередивши на одне очко «Ференцварош», що до цього три роки поспіль був першим. В переможному сезоні Хірцер відіграв 22 матчі і забив 15 м'ячів. Крім Ференца, зірками тієї команди були знані в усій футбольній Європі Дьюла Манді, Дьордь Мольнар, Єне Кальмар, Габор Клебер та інші. В 1927—1931 роках Ференц зіграв 9 матчів і забив 1 гол у Кубку Мітропи, престижному міжнародному турнірі для найсильніших команд центральної Європи. Ще один трофей до свого доробку Хірцер додав у 1932 році. «Хунгарія» перемогла у фіналі кубка країни «Ференцварош». Перший матч завершився нічиєю 1:1, а перегравання принесло перемогу команді Ференца 4:3. По завершенні сезону 32-річний гравець залишив «Хунгарію».
У наступні роки пограв у швейцарському «Янг Фелловз», французькому «Сен-Сервані» і угорському «Керюлеті».

## Виступи за збірну

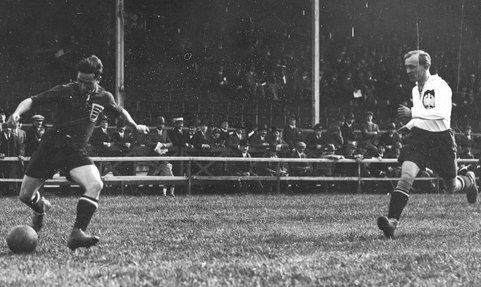
Ференц Хірзер (ліворуч) в складі збірної Угорщини на Олімпіаді 1924 в матчі проти Польщі

16 червня 1922 року дебютував в офіційних матчах у складі національної збірної Угорщини в грі проти збірної Швейцарії (1:1). У своїй третій грі 9 липня 1922 року відзначився голом за збірну в грі з Швецією (1:1). Регулярно грав у складі команди до кінця літа 1923 року, поки не переїхав за кордон.
Повернувся в команду напередодні Олімпійських ігор у Франції. На той момент Хірзер фактично був без клубу, адже вже залишив «Маккабі» (Брно). На Олімпіаді збірна Угорщини в першому раунді перемогла збірну Польщі 5:0, а Хірзер відзначився двома забитими м'ячами. У другому раунді команда несподівано поступилась скромній збірній Єгипту (0:3).
Наступні три роки Хірзер не грав за збірну, адже продовжував грати за межами батьківщини. Повернувшись у 1927 році в Угорщину, знову був викликаний у національну команду. В 1928 році видав проміжок, коли забивав у п'яти матчах поспіль. Загалом зіграв за збірну 33 матчі, в яких відзначився 14-ма голами.
Крім того, зіграв 8 матчів і забив 7 голів у неофіційних матчах за збірну, а також на його рахунку 7 матчів і 1 гол у складі збірної Будапешта.

## Кар'єра тренера

Хірзер — тренер «Перуджи»

Розпочав тренерську кар'єру невдовзі по завершенні кар'єри гравця, 1935 року, очоливши тренерський штаб клубу «Мантова».
Надалі очолював команди клубів «Салернітана», «Анконітана», «Лігурія», «Віджевано», «Баттіпальєзе», «Перуджа», «Лечче», «Сестрезе», «Беневенто», «Пальмезе» та «Аоста». Всі ці команди виступали у нижчих дивізіонах італійської першості.
Останнім місцем тренерської роботи був клуб «Тренто», команду якого Ференц Хірзер очолював як головний тренер до 1957 року.
Помер 28 квітня 1957 року на 55-му році життя у місті Тренто.

## Титули і досягнення

### Командні
- Чемпіон Італії: 1925–26
- Чемпіон Угорщини:1928–29
- Володар Кубка Угорщини: 1932

### Особисті
- Найкращий бомбардир чемпіонату Італії: 1925–26 (35 м'ячів)

## Статистика виступів

### Клубні команди
| Клуб                      | Сезон                     | Чемпіонат | Чемпіонат | Чемпіонат | Кубок Мітропи | Кубок Мітропи | Кубок Мітропи |
| Клуб                      | Сезон                     | Ліга      | Матчі     | Голи      | Турнір        | Матчі         | Голи          |
| ------------------------- | ------------------------- | --------- | --------- | --------- | ------------- | ------------- | ------------- |
| «Тереквеш»                | 1920/21                   | Д-1       | 10        | 0         |               |               |               |
| «Тереквеш»                | 1921/22                   | Д-1       | 22        | 5         |               |               |               |
| «Тереквеш»                | 1922/23                   | Д-1       | 20        | 14        |               |               |               |
| «Тереквеш»                | 1923/24                   | Д-1       | 1         | 0         |               |               |               |
| «Тереквеш»                | Всього                    | Всього    | 53        | 19        | —             | —             | —             |
| «Маккабі» (Брно)          | 1923/24                   | ТМ        | ?         | ?         |               |               |               |
| «Альтона 93»              | 1925/26                   | Д-1       | ?         | ?         |               |               |               |
| «Ювентус» (Турин)         | 1925/26                   | Д-1       | 26        | 35        |               |               |               |
| «Ювентус» (Турин)         | 1926/27                   | Д-1       | 17        | 15        |               |               |               |
| «Ювентус» (Турин)         | Всього                    | Всього    | 43        | 50        | —             | —             | —             |
| «Хунгарія» (Будапешт)     | 1927/28                   | Д-1       | 22        | 22        | КМ            | 2             | 0             |
| «Хунгарія» (Будапешт)     | 1928/29                   | Д-1       | 22        | 15        | КМ            | 3             | 1             |
| «Хунгарія» (Будапешт)     | 1929/30                   | Д-1       | 22        | 13        | КМ            | 2             | 0             |
| «Хунгарія» (Будапешт)     | 1930/31                   | Д-1       | 20        | 12        |               |               |               |
| «Хунгарія» (Будапешт)     | 1931/32                   | Д-1       | 21        | 6         | КМ            | 2             | 0             |
| «Хунгарія» (Будапешт)     | Всього                    | Всього    | 107       | 58        | —             | 9             | 1             |
| «Янг Феллоуз» (Цюрих)     | 1932/33                   | Д-1       | ?         | ?         |               |               |               |
| «Сен-Серван»              | 1933/34                   | ?         | 24        | 3         |               |               |               |
| «Керюлеті» (Будапешт)     | 1934/35                   | Д-1       | 9         | 1         |               |               |               |
| Всього в угорських клубах | Всього в угорських клубах | —         | 169       | 88        | —             | 9             | 1             |

### Статистика виступів за збірну
| Дата       | Місто     | Господарі      | Результат | Гості          | Турнір                     | Голи | Примітки        |
| ---------- | --------- | -------------- | --------- | -------------- | -------------------------- | ---- | --------------- |
| 15/06/1922 | Будапешт  | Угорщина       | 1 – 1     | Швейцарія      | товариський матч           | -    |                 |
| 02/07/1922 | Бохум     | Німеччина      | 0 – 0     | Угорщина       | товариський матч           | -    |                 |
| 09/07/1922 | Стокгольм | Швеція         | 1 – 1     | Угорщина       | товариський матч           | 1    |                 |
| 13/07/1922 | Гельсінкі | Фінляндія      | 1 – 5     | Угорщина       | товариський матч           | -    |                 |
| 24/09/1922 | Відень    | Австрія        | 2 – 2     | Угорщина       | товариський матч           | -    |                 |
| 26/11/1922 | Будапешт  | Угорщина       | 1 – 2     | Австрія        | товариський матч           | -    |                 |
| 04/03/1923 | Генуя     | Італія         | 0 – 0     | Угорщина       | товариський матч           | -    |                 |
| 11/03/1923 | Лозанна   | Швейцарія      | 1 – 6     | Угорщина       | товариський матч           | 2    |                 |
| 06/05/1923 | Відень    | Австрія        | 1 – 0     | Угорщина       | товариський матч           | -    |                 |
| 19/08/1923 | Будапешт  | Угорщина       | 3 – 1     | Фінляндія      | товариський матч           | 1    |                 |
| 18/05/1924 | Цюрих     | Швейцарія      | 4 – 2     | Угорщина       | товариський матч           | -    | 42'             |
| 26/05/1924 | Париж     | Угорщина       | 5 – 0     | Польща         | Олімпійські ігри – 1 раунд | 2    |                 |
| 29/05/1924 | Сент-Овен | Єгипет         | 3 – 0     | Угорщина       | Олімпійські ігри – 1/8     | -    |                 |
| 25/09/1927 | Будапешт  | Угорщина       | 5 – 3     | Австрія        | Кубок Центральної Європи   | 1    |                 |
| 09/10/1927 | Будапешт  | Угорщина       | 1 – 2     | Чехословаччина | товариський матч           | -    |                 |
| 25/03/1928 | Рим       | Італія         | 4 – 3     | Угорщина       | Кубок Центральної Європи   | 1    |                 |
| 22/04/1928 | Будапешт  | Угорщина       | 2 – 0     | Чехословаччина | Кубок Центральної Європи   | 1    |                 |
| 06/05/1928 | Будапешт  | Угорщина       | 5 – 5     | Австрія        | товариський матч           | 1    |                 |
| 07/10/1928 | Відень    | Австрія        | 5 – 1     | Угорщина       | Кубок Центральної Європи   | 1    |                 |
| 01/11/1928 | Будапешт  | Угорщина       | 3 – 1     | Швейцарія      | Кубок Центральної Європи   | 1    |                 |
| 24/02/1929 | Коломб    | Франція        | 3 – 0     | Угорщина       | товариський матч           | -    |                 |
| 14/04/1929 | Берн      | Швейцарія      | 4 – 5     | Угорщина       | Кубок Центральної Європи   | 1    |                 |
| 05/05/1929 | Відень    | Австрія        | 2 – 2     | Угорщина       | товариський матч           | -    |                 |
| 08/09/1929 | Прага     | Чехословаччина | 1 – 1     | Угорщина       | Кубок Центральної Європи   | -    |                 |
| 06/10/1929 | Будапешт  | Угорщина       | 2 – 1     | Австрія        | товариський матч           | -    |                 |
| 01/05/1930 | Прага     | Чехословаччина | 1 – 1     | Угорщина       | товариський матч           | 1    |                 |
| 11/05/1930 | Будапешт  | Угорщина       | 0 – 5     | Італія         | Кубок Центральної Європи   | -    |                 |
| 26/10/1930 | Будапешт  | Угорщина       | 1 – 1     | Чехословаччина | товариський матч           | -    |                 |
| 20/09/1931 | Будапешт  | Угорщина       | 3 – 0     | Чехословаччина | товариський матч           | -    |                 |
| 08/11/1931 | Будапешт  | Угорщина       | 3 – 1     | Швеція         | товариський матч           | -    | Капітан команди |
| 13/12/1931 | Турин     | Італія         | 3 – 2     | Угорщина       | Кубок Центральної Європи   | -    | Капітан команди |
| 19/02/1932 | Каїр      | Єгипет         | 0 – 0     | Угорщина       | товариський матч           | -    |                 |
| 08/05/1932 | Будапешт  | Угорщина       | 1 – 1     | Італія         | Кубок Центральної Європи   | -    | Капітан команди |
| Усього     |           | Матчів         | 33        |                | Голів                      | 14   |                 |